# Антон-Ульріх Брауншвейг-Вольфенбюттельський
Антон Ульріх Брауншвейзький (нім. Anton Ulrich Herzog von Braunschweig-Wolfenbüttel; 17 (28) серпня 1714, Беферн — 4 (15) травня 1774, Холмогори) — герцог Брауншвейзький, Бевернський та Люнебурзький, що походив з династії Вельфів, генералісимус російських військ (з 1740).

## Родина
Батько російського імператора Івана VI Антоновича, другий син герцога Фердінанда Альбрехта Брауншвейг-Вольфенбюттельського й Антуанетти Амалії Брауншвейг-Вольфенбюттельської, брат знаменитого прусського полководця герцога Фердінанда Брауншвейзького і Юліани Марії, другої дружини данського короля Фредеріка V.

## Нагороди
- Орден Андрія Первозванного